# Pöckstein-Zwischenwässern
Pöckstein-Zwischenwässern je naselje v Občini Straßburg v Okraju Šentvid ob Glini na Koroškem v Avstriji.